# Romské příjmení
Romská příjmení jsou příjmení, která nosí Romové. Pokud jde o Romy žijící v ČR, romská příjmení mají mnohdy svůj původ v maďarštině, kde jde o běžná příjmení rozšířená v celé maďarské populaci. Tato příjmení často vyjadřují řemeslo:
- Botoš – Botos (podešvář, švec)
- Lakatoš – Lakatos (kovotepec, zámečník)
- Mesároš – Meszaros, Mészáros (řezník)
- Polhoš – Polyhos (rolník)
- Rezmuves – Rézműves (mědikovec)
- Tancoš – Tánczos (tanečník)

… nebo národnost:
- Kerekeš – Kerekes (Řek) • Lendel – Lengyel (Polák) • Morvai (Moravan, Moravec)
- Németh (Němec) • Olász (Ital, Vlach) • Oláh (Rumun, Valach) • Oroš – Oros (Rus)
- Rác – Racz (Srb) • Taragoš – Taragos/Török (Turek) • Tóth (Slovák)

Do Uher, kde se na nějaký čas usadili, přišli Romové cca ve 14. století. Do Evropy putovali již od 5. století ze severoindických států Rádžasthán a Paňdžáb.
Nezanedbatelného počtu jsou i původní romská příjmení, např.:
- Kakur (jelen či velký pes)
- Kavur (gâvur – bezvěrec (z pohledu muslimů))
- Kaleja (srdečný, odvážný)
- Tuleja (cizinec)

(Původ těchto příjmení leží v mnoha dalších jazycích: osmanštině, turečtině, tatarštině, perštině, srbochorvatštině, ugrofinštině, hindštině aj.)
Vedle toho existují i novodobá česká příjmení častá u Romů (ač jinak zastoupena v celé české populaci) – např. Hospodářský, Chromý, Pokuta. Mnohdy jde však o zcela obyčejná příjmení – např. Bartoš, Hlaváč, Novák, Novotný, Procházka, Růžička, Veselý. Je pravděpodobné, že někteří čeští Romové si změnili svá původní příjmení na obyčejnější, která nejsou viditelně romská.
Malá část Romů má běžná německá příjmení (Tischer/Tišer – truhlář, Schenker – krčmář).
Tato rozličnost zdrojů původu romských příjmení někdy vede k tomu, že původní zdroj se stane nejasným. Např. příjmení Mizera, ač zřejmě z maď. Meszároš (řezník), lze vykládat i z maď. Megyer (Maďar) nebo turkického Mejer (pán), a snad i jiným způsobem.

## Abecední seznam některých romských příjmení
Adam • Adámek • Bačo • Badi • Bado • Badžo • Bagár • Baiger • Bajger • Bajza • Bako • Balaž • Baláž • Balog • Balogh • Bandy • Banga/Bango • Baník • Banom • Baran • Bari • Barkoci • Bartko • Bartoš • Barya • Batyi • Bažo • Beňák • Bendik • Beňo • Berki • Berko • Berky • Berousek • Bihari/Bihary • Bikár • Billý • Bilý • Bílý • Bledý • Bodas • Bogol • Boldi • Bolvan • Bongilaj • Borovský • Botoš • Brand • Brendza • Bučko • Bugoš • Bunda • Bužík • Bužo • Cibrik • Cibuľa • Cicko • Cifra • Cina • Cína • Cisar • Cvoreň • Čarný • Čech • Červenák • Červeňák • Čičák • Čipčala • Čisár • Čonka • Čureja/Čurej • Čuri • Daduč • Dančo • Dandáš • Dani • Daniel • Danihel • Daniš • Danko • Dano • Daňo • Danyi • David • Demeter • Demetr • Dičko • Dido • Diga • Dirda • Diro • Drapák • Dreveňák • Dubnický • Duda • Dudi • Duduš • Dudy • Dukay • Dulaj • Duna • Dunka/Dunko • Duraško • Ďuraško • Durdoň • Dužda • Dzurko • Džobák • Džudža • Džuga • Džurban • Facun • Fako • Farbár • Farkaš • Fečo • Fedák • Feko • Ferčák • Ferenc • Feri • Ferko • Filo • Fizer • Flitar • Franko • Fráter • Gabčo • Gabor • Gábor • Gadžor • Gádžor • Galba • Gašpar • Gaži • Gažik • Gažo • Gergel/Gergela • Gežo • Giňa/Giňo • Girga • Godla • Goga • Gombár • Goral • Gorol • Goroľ • Grundza • Grunza • Gujda • Guman • Gunar • Gunár • Gurgula • Had • Haluška • Hangurbadžo • Hanko • Harvan • Havrla • Herák • Hlaváč • Holaň • Holub • Horňák • Horvat • Horvát • Horvath • Horváth • Hricko • Hromý • Hudi • Husák • Husar • Husár • Hušo • Chromý • Illés • Ištok • Jakubik • Janáček • Jano • Joni • Joško/Joška • Juhas • Kadet • Kakur • Kalai • Kalaš • Kalay • Kaleja • Kaliaš • Kanaloš • Kanči • Kandra • Kandrač • Kandráč • Kapura • Karal • Karchňak • Karchňák • Karička • Karol • Karsa • Karvay • Kavur • Keleš • Kešel • Kimo • Kiňa • Kináč • Kirko • Kirvej • Kiš • Kivák • Klempár • Kliment • Klimt • Kmeťo • Kočka • Koky • Kompuš • Konček • Kondaš • Kondáš • Kora • Kotlár • Kovács • Kovač • Kováč • Kozár • Kraga • Kraus • Kristof • Kroka • Kroščen • Kubíček • Kudry • Kůna • Kura • Kurej • Kuričaj • Kuru • Kuruc • Kurucz • Lacko • Ladič • Lakatos • Lakatoš • Lalik • Lavička • Lazar • Lázok • Lendel • Leško • Lévai • Ličartovský • Louda • Luca/Luco • Máca • Macek • Mačo • Mako • Makula • Makuňa • Malar • Malár • Malik • Malík • Maňkoš • Marcin • Markuš • Mati • Mato • Mihál • Miker • Miko • Milenko • Milko • Milo • Mirga • Mišalko • Mitač • Mitráš • Mizer/Mizera • Mižigar • Mižigár • Mora • Mosor • Mucha • Murga • Murgáč • Naďo • Nanár • Németh • Nistor • Novák • Novotný • Olah • Oláh • Ondič • Ondo/Onda • Oračko • Packo/Packa • Pačaj • Parči • Pech • Perný • Peško • Pešta • Peter • Petik • Petík • Petro • Pintye • Pišta • Plachetka • Pohlodko • Pokoš • Pokuta • Polak • Polák • Polakovič • Polhoš • Pollak • Pompa • Popík • Procházka • Puky • Pulko • Pulo • Punák • Puška/Puško • Rác • Rácz • Radič • Rafael • Rajs • Rajt • Rakaš • Redai • Rezanka • Rezmuves • Ridaj • Rigo • Rigó • Richter • Rostaš • Růžička • Rybár • Samko • Sendrei • Sino • Sinu • Sivák • Slepčík • Slezák • Sliško/Sliška • Stojka • Strobach • Suchý • Surmaj • Szamko • Šamko • Šandor • Šándor • Šarišský • Šarközy • Ščuka • Šereš • Šesták • Šulaj • Šuster • Šváb • Tancoš • Taragoš • Tarnai • Tatar/Tatár • Telvak • Telvák • Terkely • Tirpák • Tišer • Tokar/Tokár • Tolog • Toľog • Tomaš • Tomáš • Tomi • Tomko • Torač • Toráč • Tóth • Tulej/Tuleja • Turko • Turták • Vaňo • Varadi • Vaško • Vavro • Velebný • Veselý • Vidlička • Zahradník • Zajac • Zeman • Zsiga • Zubaj • Zupko • Žiga/Žigo • Žigmund • Žolták
(Čím větší písmo, tím je příjmení častější. Méně rozšířená příjmení v seznamu chybějí. Seznam pochopitelně obsahuje i některá běžná příjmení Čechů, Slováků a Maďarů, jež jsou společná i Romům.)